# Rupia lankijska
Rupia lankijska – oficjalna jednostka płatnicza, używana w Sri Lance. Dzieli się na sto centów.
- Nominały monet: 5, 10, 25 i 50 centów, 1, 2, 5 i 10 rupii.
- Nominały banknotów: 10, 20, 50, 100, 200, 500, 1000, 2000 i 5000 rupii.